# Ахмед Хассан Зевейл
Ахмед Хассан Зевейл (араб. أحمد حسن زويل, англ. Ahmed Hassan Zewail; 26 лютого 1946, Даманхур — 2 серпня 2016) — єгипетський хімік, лауреат Нобелівської премії з хімії 1999 р. за свої роботи з фемтохімії. Зевейл став відомим через свої дослідження протікання хімічних реакцій за фемтосекунди використовуючи ультрашвидкі лазерні імпульси.

## Біографія
Ахмед Хассан Зевейл народився 26 лютого 1946 року в Даманхурі, у великому міському осередку у західній частині Дельти Нілу.
Зевейл закінчив бакалаврат в Александрійському університеті та аспірантуру в Пенсильванському університеті. Після цього перебував пост-доком в Університеті Каліфорнії (Берклі). У 1976 р. Зевейл одержав академічну позицію в Каліфорнійському технологічному інституті. У 1982 р. Зевейл одержав громадянство США.